# Soni Malaj
Soni Malaj właśc. Sonja Malaj (ur. 23 października 1981 w Tropoi) – albańska piosenkarka.

## Młodość
Urodziła się w 1981 w rodzinie albańskiej w Tropoji jako Sonja Malaj. W wieku 9 lat przeniosła się wraz z rodziną do Tirany, gdzie Sonja ukończyła szkołę średnią i studia z zakresu romanistyki. W Tiranie także występowała w konkursach muzycznych dla dzieci i tam rozpoczęła karierę muzyczną.

## Kariera muzyczna
Początkowo występowała w pięcioosobowym zespole Zeri i shpirtit, który rozpadł się w roku 2000. W 2000 rozpoczęła karierę solową. W roku 2002 wydała swój pierwszy album Nuk qaj për ty. Cztery lata później wzięła udział w konkursie dla młodych wokalistów Top Fest, a następnie zajęła drugie miejsce na festiwalu Kënga Magjike piosenką Fluturimi 3470, występując w duecie z Flori Mumajesi. W roku 2018 wystąpiła w 57 edycji Festivali i Këngës z piosenką Më e fortë, zajmując w finale 5 miejsce. 
Była członkiem jury w 2 i 3 albańskiej edycji programu X Factor.

## Działalność pozamuzyczna
W 2005 wystąpiła w roli konferansjerki. Wzięła udział w pierwszej edycji programu Dancing with the Stars (2010), w parze z Mirko Luccarellim.

## Kontrowersje
Utwór Molitva, który przyniósł sukces serbskiej wokalistce Mariji Šerifović w Konkursie Eurowizji 2007 w Albanii był uważany za plagiat wcześniejszego utworu Soni Malaj Ndarja. 

## Dyskografia
Albumy
- 2002: Nuk qaj për ty
- 2003: Mbretëresha e natës
- 2005: E vogëla
- 2006: Mesdhe
- 2010: Unik